# 観月ひなの
観月 ひなの（みづき ひなの、觀月雛乃、1982年2月11日 - ）は、日本の元AV女優、台湾の元タレント。

## 経歴
日本人の父と台湾人(客家系)の母との間に台北市に生まれ、2000年に日本においてアダルトビデオに初出演。ソフトオンデマンドやビッグモーカルなどのメーカーの作品に出演した。
そうした活動の傍ら、2005年の5月には台湾のラブホテルのCMモデルに起用され、当地の男優との激しいラブシーンを演じた。江戸時代から日本に伝わる性技であるという四十八手を披露したこのCMは、『奥さんを変えるよりも、場所を変えなさい！』とのナレーションとともに、当時の台湾で大流行となった。2007年の3月14日には台湾の人気バラエティ番組『少年特攻隊』に出演し踊りを披露、数多くのバラエティ番組に出演し、『お騒がせタレント』として知られるようになった。
その知名度は日本よりも、台湾におけるそれのほうが高かったものと推測された。
2007年8月11日に、自身のブログにおいて、撮影中のドラマ『美味満楼』のクランクアップとともに芸能界を引退することを表明。記事には『未来のない芸能界で時間を無駄にしたくない。』『自分にこの世界は合わない。』との理由を書き綴った。

## 出演作品

### アダルトビデオ
2003年
- エロイ女の条件!（5月17日、SODクリエイト）
- ギャングバング 乱交の世界へと誘いくるチャイナドレスの女達（6月20日、桃太郎映像）
- 修羅場のハメ撮り（7月11日、桃太郎映像）
- まんぐり返し90分（8月1日、ワンズファクトリー）
- オマンコ封印、24時間アナル三昧。（9月18日、ワープエンタテインメント）
- 発射GO!GO!GO!（10月10日、ドグマ）
- 童貞諸君!痴女と合コンしませんか?（11月10日、ドグマ）
- 痴女がヌイてアゲル（11月20日、SODクリエイト）

2004年
- あなる女（1月16日。桃太郎映像）
- ひとりエッチ（1月23日、桃太郎映像）
- 女子校生部活日誌 EPISODE.5 サッカー部編（2月20日、ホットエンターテイメント）
- 騎乗位MAX（3月18日、SODクリエイト）
- 名門アナル王国3（4月9日、ワイルドサイド）
- 生けにえ（4月23日、ビッグモーカル）
- ドグマ2003下半期作品集（5月8日、ドグマ）
- 好色茶道 艶狂い（5月14日、桃太郎映像）
- 舐めフェチ 「舐める、舐められる、舌上のSEX」（5月20日、SODクリエイト）
- エクソダス ゴールド17（5月21日、ワイルドサイド）

2005年
- 女子校生部活21人日誌（4月25日、ホットエンターテイメント）